# Porfirio Díaz
‎‎
Porfirio Díaz (polno ime José de la Cruz Porfirio Diaz), mehiški general in politik, * 15. september 1830, Oaxaca, Mehika, † 2. julij 1915 Pariz, Francija.
Diaz je bil mestic iz skromnega podeželskega okolja. Leta 1876 je postal predsednik Mehike z zrušitvijo vlade, ki jo je vodil Sebastián Lerdo de Tejada, in ostal na oblasti do leta 1911. Možnosti za gospodarski razvoj države je videl predvsem v okviru tujih vlaganj, medtem pa se je večalo nezadovoljstvo brezpravnih množic, šolstvo pa je nazadovalo. Strmoglavila ga je uspešno izvedena revolucija pod vodstvom Madera. Díaz je umrl v izgnanstvu v Parizu.
| Predhodnik: Sebastián Lerdo de Tejada | Seznam predsednikov Mehike 29. november 1876 - 30. november 1880 | Naslednik: Manuel Gonzalez |

| Predhodnik: Manuel Gonzalez | Seznam predsednikov Mehike 1. december 1884 - 25. maj 1911 | Naslednik: Francisco León de la Barra |